# アステリア (小惑星)
アステリア (658 Asteria) は小惑星帯に位置する小惑星である。ハイデルベルクでアウグスト・コプフによって発見された。
ギリシア神話に何人か登場するアステリアーのいずれかにちなんで命名された。